# TV Maringá
TV Maringá é uma emissora de televisão brasileira sediada em Maringá, cidade do estado do Paraná. Opera no canal 6 (27 UHF digital), e é afiliada à Band. Pertence ao Grupo JMalucelli. Fundada em 1988 como TV Icaraí, a emissora produziu alguns programas de sucesso na região, como o programa jornalístico Pinga Fogo na TV, líder de audiência na região. Atualmente prioriza a grade local com destaques para os programas ao vivo.

## Sinal digital
| Canal virtual | Canal digital | Resolução de tela | Programação                                |
| ------------- | ------------- | ----------------- | ------------------------------------------ |
| 6.1           | 27 UHF        | 1080i             | Programação principal da TV Maringá / Band |

Transição para o sinal digital

Logotipo utilizado pela emissora até 2021

Com base no decreto federal de transição das emissoras de TV brasileiras do sinal analógico para o digital, a TV Maringá, bem como as outras emissoras de Maringá, cessou suas transmissões pelo canal 6 VHF em 28 de novembro de 2018, seguindo o cronograma oficial da ANATEL. 

## Programação
Além de retransmitir a programação nacional da Band e o programa Bora Paraná da Band Paraná, a TV Maringá produz ou exibe os seguintes programas:
- Agro Band
- Alerta 24h
- Band Cidade
- Band Imóveis
- Brasil Urgente Maringá
- Paraná Notícias
- Programa Beija-Flor na TV
- Tarde na Band

## Retransmissoras
- Alto Paraná - 44 analógico
- Ângulo
- Arapuã
- Ariranha do Ivaí
- Atalaia
- Barbosa Ferraz
- Borrazópolis
- Cambira
- Colorado - 2 analógico
- Cruzeiro do Sul
- Doutor Camargo
- Fênix
- Floraí
- Floresta
- Flórida
- Iguaraçu
- Inajá
- Indianópolis
- Iretama
- Itambé
- Ivaiporã - 15 analógico
- Ivatuba
- Jandaia do Sul
- Japurá
- Jardim Alegre
- Jussara
- Kaloré - 6 analógico / 27 digital
- Lidianópolis
- Lobato
- Lunardelli
- Mandaguaçu - 6 analógico / 27 digital
- Mandaguari - 6 analógico / 27 digital
- Marialva - 6 analógico / 27 digital
- Maringá - 6 analógico / 27 digital
- Marumbi
- Munhoz de Melo
- Nossa Senhora das Graças
- Nova Esperança - 6 analógico / 27 digital
- Ourizona
- Paiçandu
- Paranapoema
- Presidente Castelo Branco
- Quinta do Sol
- Santa Fé
- Santa Inês
- Santo Inácio - 7 analógico
- São Carlos do Ivaí
- São João do Ivaí
- São Jorge do Ivaí
- São Tomé
- Sarandi - 6 analógico / 27 digital
- Terra Boa - 6 e 23 analógico / 27 digital
- Uniflor